# LGBT au Nigeria
Les personnes lesbiennes, gays, bisexuelles et transgenres (LGBT) au Nigeria doivent faire face à des difficultés que ne connaissent pas les citoyens non-LGBT. Les relations sexuelles tant entre hommes qu'entre femmes y sont illégales au Nigeria et la très grande majorité du pays rejette l'homosexualité.

## Opinion publique
D'après le Pew Global Attitudes Project de 2007, 97 % des Nigérians disent que l'homosexualité devrait être « rejetée » par la société, ce qui en fait l'un des rejets de l'homosexualité les plus forts des quarante-quatre pays passés en revue.

## Cadre légal

### Homosexualité et bisexualité
L'homosexualité au Nigeria est illégale selon les articles 214 et 217 du chapitre 21 du code pénal nigérian, et peut être punie de prison jusqu'à quatorze ans dans tout le Nigeria. Dans les douze États qui ont adopté la charia, la sodomie (Liwat) est punie de cent coups de fouet (pour les hommes musulmans non mariés) et d'un an de prison et de mort par lapidation pour les hommes musulmans mariés ou divorcés,.
Le 20 janvier 2009, le parlement du Nigeria vote une loi punissant de prison la participation à un mariage entre personnes de même sexe et interdisant toute association ou manifestation homosexuelles. Cette loi a été ratifiée par le président Jonathan en janvier 2014. Elle punit de 14 ans de prison le mariage et la cohabitation entre personnes de même sexe. Elle prévoit une peine de 10 ans de prison pour toute personne participant à une organisation ou manifestation homosexuelle ainsi que pour toute manifestation publique d'affection entre personne de même sexe.

### Transidentité
Le code pénal de la charia interdit aux « hommes de s'habiller en femmes ou de parler d'eux en tant que femmes », une manière d'interdire les femmes trans et les hommes trans.

## Vie des personnes LGBT
Peu de personnes se déclarent homosexuelles.

## Militantisme

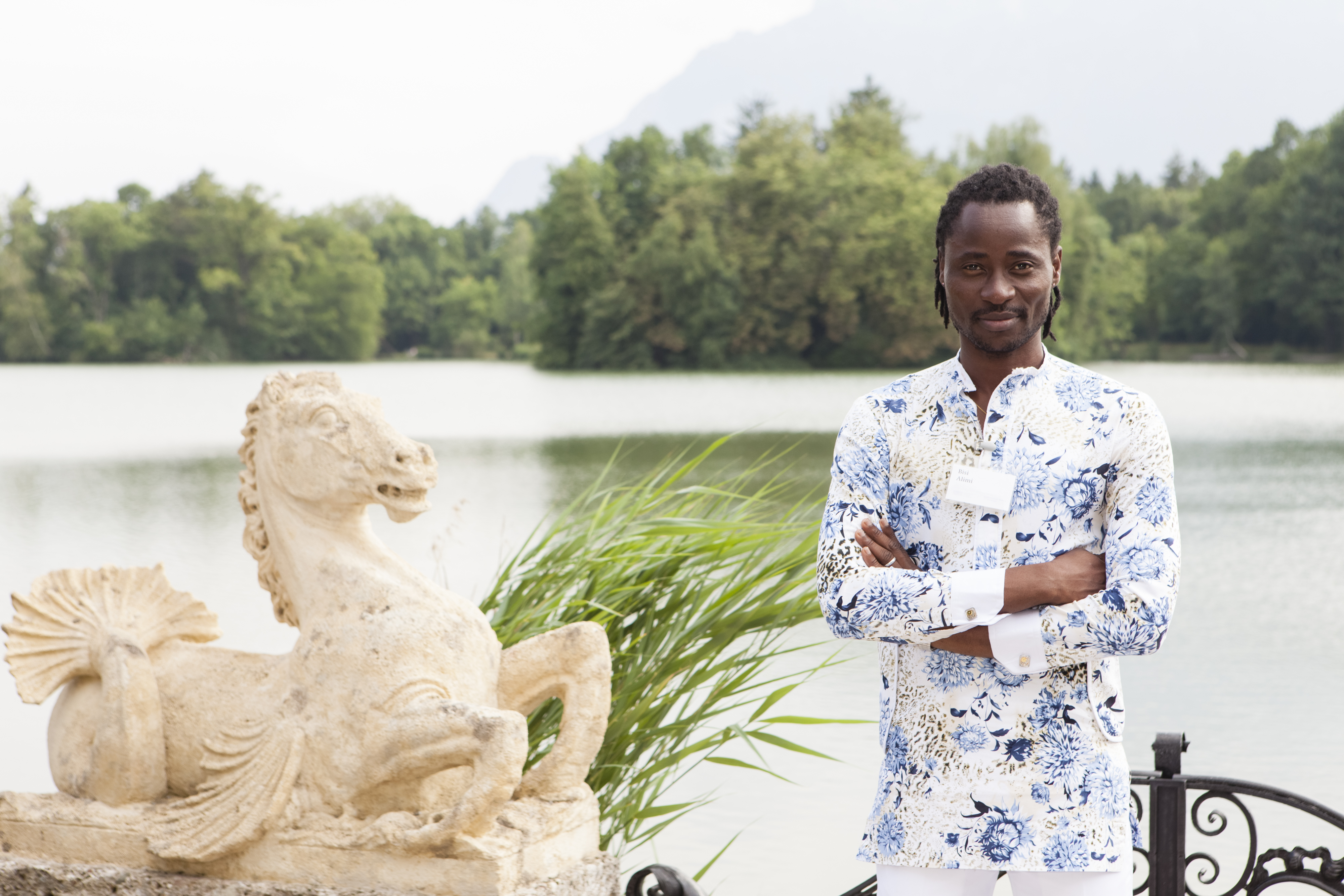
Bisi Alimi en 2017.

En 2004, Bisi Alimi devient un personnage public quand il apparaît dans la télévision nationale nigériane en tant qu'invité de Funmi Iyanda dans l'émission New Dawn with Funmi, ou il fait son coming out et partage avec les spectateurs son diagnostic de porteur de VIH,. Il a aussi demandé durant l'interview l'acceptation sociale du public nigérian. Cet acte a engendré le rejet de sa famille et la plupart de ses amis, même ceux faisant partie de la communauté LGBT nigériane,. De plus, son coming out a mis fin au live de l'émission New Dawn with Funmi, qui depuis, est enregistrée et éditée avant diffusion,.
A Nasty Boy est le premier magazine LGBT+ fondé en 2017 au Nigéria.

## Violences contre les LGBT
L'hostilité envers les relations homosexuelles est largement répandue et les violences sur les personnes LGBT sont fréquentes.
Le 12 septembre 2008, des journaux ont publié les noms, adresses et photos de douze membres de l'Église communautaire métropolitaine Maison de l'arc-en-ciel, une église favorable aux LGBT de Lagos. Plusieurs des personnes visées ont été menacées, battues et lapidées. Une femme a été attaquée par onze hommes. Fin 2008, les autorités n'avaient toujours pas fait d'enquête sur ces agressions. Des membres de l'église ont été expulsés ou ont perdu leur emploi. D'autres ont dû se cacher. L'église a dû fermer à cause du harcèlement policier et des menaces.
La discrimination des porteurs du VIH est très répandue, le SIDA étant condamné comme une conduite immorale, même si des campagnes de prévention ont été menées pour réduire le stigmate associé au SIDA.